# Никольский (Суджанский район)
Никольский — хутор в Суджанском районе Курской области России. Входит в состав Малолокнянского сельсовета.

## География
Хутор находится на юго-западе Курской области, в пределах Обоянской гряды, в юго-западной части Среднерусской возвышенности, в лесостепной зоне, на правом берегу реки Малая Локня, на расстоянии примерно 12 километров (по прямой) к северо-западу от города Суджи, административного центра района. Абсолютная высота — 146 метров над уровнем моря.
Климат
Климат характеризуется как умеренно континентальный, с тёплым летом и умеренно холодной зимой. Среднегодовая температура — 5,9 °C. Средняя температура воздуха самого тёплого месяца (июля) — 19,6 °C (абсолютный максимум — 39 °C); самого холодного (января) — −7,9 °C (абсолютный минимум — −37 °C). Безморозный период длится в течение 155 дней. Среднегодовое количество атмосферных осадков составляет 639 мм.
Часовой пояс
Хутор Никольский, как и вся Курская область, находится в часовой зоне МСК (московское время). Смещение применяемого времени относительно UTC составляет +3:00.

## Население
| 2002 | 2010 |
| ---- | ---- |
| 88   | ↘37  |

Половой состав
По данным Всероссийской переписи населения 2010 года в половой структуре населения мужчины составляли 48,6 %, женщины — соответственно 51,4 %.
Национальный состав
Согласно результатам переписи 2002 года, в национальной структуре населения русские составляли 92 %.

## Инфраструктура
Личное подсобное хозяйство. В хуторе 54 дома.

## Транспорт
Никольский находится в 2 км от автодороги регионального значения 38К-024 (Льгов — Суджа), в 2 км от автодороги межмуниципального значения 38Н-449 (38К-030 — Новоивановка — 38К-024), в 3 км от автодороги 38Н-451 (38Н-449 — Старая Сорочина), в 4 км от автодороги 38Н-754 (38Н-451 — Новая Сорочина), на автодороге 38Н-775 (38Н-449 — Никольский), в 3,5 км от ближайшей ж/д станции Локинская (линия Льгов I — Подкосылев), недалеко от закрытого ж/д остановочного пункта 46 км на той же линии.
В 123 км от аэропорта имени В. Г. Шухова (недалеко от Белгорода).